# São Vicente do Paul
São Vicente do Paul é uma povoação portuguesa do Município de Santarém que foi sede da extinta Freguesia de São Vicente do Paul, freguesia que tinha 50,33 km² de área e 1 835 habitantes (2011), e, por isso, uma densidade populacional de 36,5 hab/km².

A Freguesia de São Vicente do Paul foi extinta e agregada à freguesia de Vale de Figueira, criando-se a União das freguesias de São Vicente do Paul e Vale de Figueira.
São Vicente do Paul pertenceu ao concelho de Pernes, extinto em 1855, passando novamente ao (atual município) de Santarém.

## Lugares
Lugares e localidades da Freguesia de São Vicente do Paul: Alfeijoeiros, Alpompé, Arrassário, Belchior, Cabeço do Arneiro, Carpinteiro, Carrapateira, Carril, Casais da Raposeira, Casais do Brandão, Casais do Celeiro, Casais do Menino, Casal da Cruz, Casal do Casco, Casalinhos, Cipreste Colão, Colmeias de Baixo, Colmeias de Cima, Corredoura, Covão, Cruz do Caeiro, Espinhal, Fonte do Outeiro, Fonte do Palheiro, Garnacho, Gasalho, Grilo, Cunha, Inveja, Lameiras Alcaide, Lameiras Sobral, Loja Novo, Louco, Martinhais, Mato do Forno, Outeiro, Outeiro do Bairrinho, Paço, Panela, Ponte de S. Vicente, Portela, Prelaz, Quinta do Alviela, Quinta do Coito, Reguengo do Alviela, Requeixada, S. Vicente do Paul, Sobral, Tojeiro, Toijim, Tojosa, Torre do Bispo, Vale das Fontes, Vale do Brejo, Vales e Vale Verde.

## População
| População da freguesia de São Vicente do Paul | População da freguesia de São Vicente do Paul | População da freguesia de São Vicente do Paul | População da freguesia de São Vicente do Paul | População da freguesia de São Vicente do Paul | População da freguesia de São Vicente do Paul | População da freguesia de São Vicente do Paul | População da freguesia de São Vicente do Paul | População da freguesia de São Vicente do Paul | População da freguesia de São Vicente do Paul | População da freguesia de São Vicente do Paul | População da freguesia de São Vicente do Paul | População da freguesia de São Vicente do Paul | População da freguesia de São Vicente do Paul | População da freguesia de São Vicente do Paul |
| --------------------------------------------- | --------------------------------------------- | --------------------------------------------- | --------------------------------------------- | --------------------------------------------- | --------------------------------------------- | --------------------------------------------- | --------------------------------------------- | --------------------------------------------- | --------------------------------------------- | --------------------------------------------- | --------------------------------------------- | --------------------------------------------- | --------------------------------------------- | --------------------------------------------- |
| 1864                                          | 1878                                          | 1890                                          | 1900                                          | 1911                                          | 1920                                          | 1930                                          | 1940                                          | 1950                                          | 1960                                          | 1970                                          | 1981                                          | 1991                                          | 2001                                          | 2011                                          |
| 1 336                                         | 1 600                                         | 2 127                                         | 1 916                                         | 2 504                                         | 2 712                                         | 3 122                                         | 3 515                                         | 3 443                                         | 3 227                                         | 2 366                                         | 2 253                                         | 2 224                                         | 2 085                                         | 1 835                                         |

| Distribuição da População por Grupos Etários | Distribuição da População por Grupos Etários | Distribuição da População por Grupos Etários | Distribuição da População por Grupos Etários | Distribuição da População por Grupos Etários | Distribuição da População por Grupos Etários | Distribuição da População por Grupos Etários | Distribuição da População por Grupos Etários | Distribuição da População por Grupos Etários | Distribuição da População por Grupos Etários |
| -------------------------------------------- | -------------------------------------------- | -------------------------------------------- | -------------------------------------------- | -------------------------------------------- | -------------------------------------------- | -------------------------------------------- | -------------------------------------------- | -------------------------------------------- | -------------------------------------------- |
| Ano                                          | 0-14 Anos                                    | 15-24 Anos                                   | 25-64 Anos                                   | > 65 Anos                                    |                                              | 0-14 Anos                                    | 15-24 Anos                                   | 25-64 Anos                                   | > 65 Anos                                    |
| 2001                                         | 276                                          | 286                                          | 1013                                         | 510                                          |                                              | 13,2%                                        | 13,7%                                        | 48,6%                                        | 24,5%                                        |
| 2011                                         | 220                                          | 162                                          | 924                                          | 529                                          |                                              | 12,0%                                        | 8,8%                                         | 50,4%                                        | 28,8%                                        |

Média do País no censo de 2001:  0/14 Anos-16,0%; 15/24 Anos-14,3%; 25/64 Anos-53,4%; 65 e mais Anos-16,4%
Média do País no censo de 2011:   0/14 Anos-14,9%; 15/24 Anos-10,9%; 25/64 Anos-55,2%; 65 e mais Anos-19,0%